# 秋葡萄
秋葡萄（学名：Vitis romanetii）为葡萄科葡萄属一个种，是中国的特有植物。分布于中国大陆的河南、安徽、甘肃、陕西、湖北、四川、江苏等地，生长于海拔150米至1,500米的地区，多生于山坡林中或灌丛中。

## 变种
绒毛秋葡萄（学名：Vitis romanetii var. tomentosa）是葡萄科葡萄属秋葡萄的变种。分布在老挝以及中国大陆的湖南等地，见于疏林中。

## 别名
洛氏葡萄（中国果树分类学） 紫葡萄（江苏洞庚山） 野葡萄、山葡萄、腺葡萄